# Еренкьой (станція)
40°58′18″ пн. ш. 29°04′35″ сх. д. / 40.971627215145° пн. ш. 29.076368598174° сх. д.
Еренкьой (тур. Erenköy) — залізнична станція, на лінії S-bahn Мармарай в анатолійській частині Стамбула, мікрорайон Еренкьой, Кадикьой.
Початкова станція була відкрита 22 вересня 1872 року урядом Османської імперії, а пізніше була передана Османсько-Анатолійській залізниці в 1880 році. 

Потім станцію було перебудовано в 1969 році для збільшення пасажирообігу.
19 лютого 2013 року станцію було тимчасово закрито. 

Станцію знову відкрито 12 березня 2019 року разом з рештою лінії Мармарай. 

Станція має дві колії з острівною платформою та одну експрес-колію з південного боку для швидкісних та міжміських поїздів. 

## Визначні місця
- Мечеть Зіхні-паші[tr]

## Сервіс
| Попередня станція   | Лінія | Лінія    | Лінія | Наступна станція |
| ------------------- | ----- | -------- | ----- | ---------------- |
| Гьозтепе до Халкали |       | Мармарай |       | Суадіє до Гебзе  |